# Bolitoglossa anthracina
Espèce
Statut de conservation UICN

 DD  : Données insuffisantes
Bolitoglossa anthracina est une espèce d'urodèles de la famille des Plethodontidae.

## Répartition
Cette espèce est endémique de la province de Bocas del Toro au Panama. Elle se rencontre entre 1 100 et 1 450 m d'altitude sur le Cerro Pando.
Sa présence au Costa Rica est incertaine. 
Elle n'est connue que par les trois spécimens collectés.

## Étymologie
Son nom d'espèce, du grec anthrakinos, « noir charbon », lui a été donné en référence à sa couleur.

## Publication originale
- Brame, Savage, Wake & Hanken, 2001 : New species of large black salamander, Bolitoglossa (Plethodontidae) from western Panama. Copeia, vol. 2001, p. 700-704.